# Uromastyx geyri
Uromastyx geyri (лат. ) — вид шипохвостов из семейства агамовых.
Данный вид — эндемик Центральной Сахары, ареал — горные массивы юга Алжира и севера Мали и Нигера. В случае опасности прячется в расщелинах и между камней. Вид легко переносит как суточные, так сезонные перепады (от лёгких заморозков зимой ночью до +50°С летним днём).
Uromastyx geyri представляет собой ящерицу до 40 см длиной. Окраска красноватая или желтоватая, спина более тёмная с поперечными рисунками. Зимой активность снижается, а окрас становится темнее.
В США и Западной Европе вид также распространён в качестве домашнего питомца.
Видовой эпитет дан в честь немецкого орнитолога барона Ганса Гейра фон Швеппенбурга.